# LeRoy Samse
LeRoy Perry Samse (Kokomo, Indiana, 13 de setembre de 1883 - Sherman Oaks, Califòrnia, 1 de maig de 1956) va ser un atleta estatunidenc, especialista en el salt amb perxa que va competir durant els primers anys del segle xx.
El 1904 va prendre part en els Jocs Olímpics de Saint Louis, on guanyà la medalla de plata en la prova del salt amb perxa del programa d'atletisme.
El 1906 establí el rècord del món de perxa amb un salt de 3m 78cm que li va valer per guanyar el títol de la Western AAU.